# Eve Arnold
Eve Arnold (Filadélfia, 21 de abril de 1912 - Londres, 4 de janeiro de 2012) foi uma fotógrafa americana. Foi uma das pioneiras do fotojornalismo mundial, trabalhando para a Agência Magnum na qual se efetivou em 1957 após ter iniciado sua carreira em 1951.

## Biografia
Eve, nascida Cohen, era filha de judeus imigrantes russos, seu pai era o rabino William Cohen (nascido Velvel Sklarski), e sua esposa, Bessie (Bosya Laschiner) - uma dos nove filhos do casal; apesar do sucesso como fotógrafa a mãe duvidava da sua profissão e mesmo quando publicara uma série de fotos na importante Life Magazine ela lhe perguntou, apenas: "Por que se orgulha?"
Eve começara a estudar medicina mas, em 1946, ganhou de presente de um namorado uma câmera Rolleicord e abandonou a carreira para dedicar-se à fotografia; em 1948 matriculou-se na New School for Social Research de Nova York - onde era uma estranha no meio: tanto por ser mulher quanto por ser branca, já que a escola era num "gueto", o Harlem.
Casada com Arnold Arnold, mudou-se do Harlem com o filho de ambos, Frank, indo morar em Long Island; era fizera vários registros de Malcolm X e do movimento que surgia do Black Power mas, rejeitada pela imprensa estadunidense, seu esposo enviou seus trabalhos para a Picture Post, de Londres, que ao publicá-la, deu realmente início à sua carreira, em 1951.
Quando foi contratada em 1957 pela Magnum passou a cobrir eventos de grande importância como as convenções do Partido Republicano ou as audiências McCarthy; separada do marido, estabeleceu sua base de trabalho em Londres, visando a educação do filho, e passou a viajar por todo o mundo, registrando pessoas e países - morou ali na mesma casa até seus noventa anos quando a saúde fez com que fosse transferida para uma casa de repouso.
Nas décadas de 1960 e 1970 voltou a trabalho aos Estados Unidos, onde registrou o movimento pelos direitos civis ou para os países comunistas então vistos como "fechados" ao Ocidente; em 1971 realizou um filme - "Women Behind the Veil" (Mulheres atrás do véu), registrando os banhos árabes e haréns.

### Fotografia
- Marilyn Monroe, 1960.
- Jacqueline Kennedy arranging flowers with daughter Caroline, 1961.
- Horse Training for the Militia in Inner Mongolia, 1979.

### Livros
- The Unretouched Woman, 1976.
- Flashback: The 50's, 1978.
- In China, 1980.
- In America, 1983.
- Marilyn for Ever, 1987.
- Marilyn Monroe: An Appreciation, 1988.
- All in a Day's Work, 1989.
- The Great British, 1991.
- In Retrospect, 1999.
- Film Journal, 2002.
- Handbook, 2005.
- Marilyn Monroe, 2005.
- Eve Arnold's People, 2010.
- All About Eve, 2012.